# Sonya Eddy
Sonya Eddy (Concord, 17 giugno 1967 – Burbank, 19 dicembre 2022) è stata un'attrice statunitense.

## Filmografia parziale

### Cinema
- Pensieri spericolati (High School High), regia di Hart Bochner (1996)
- Patch Adams, regia di Tom Shadyac (1998)
- Sbucato dal passato (Blast from the Past), regia di Hugh Wilson (1999)
- Inspector Gadget, regia di David Kellogg (1999)
- La famiglia del professore matto (Nutty Professor II: The Klumps), regia di Peter Segal (2000)
- Mai dire sempre (Buying the Cow), regia di Walt Becker (2002)
- La bottega del barbiere (Barbershop), regia di Tim Story (2002)
- L'asilo dei papà (Daddy Day Care), regia di Steve Carr (2003)
- Il genio della truffa (Matchstick Men), regia di Ridley Scott (2003)
- Leprechaun 6 - Ritorno nel ghetto (Leprechaun: Back 2 tha Hood), regia di Steven Ayromlooi (2003) - direct-to-video
- Natale in affitto (Surviving Christmas), regia di Mike Mitchell (2004)
- Coach Carter, regia di Thomas Carter (2005)
- Bad News Bears - Che botte se incontri gli Orsi (Bad News Bears), regia di Richard Linklater (2005)
- La gang di Gridiron (Gridiron Gang), regia di Phil Joanou (2006)
- Year of the Dog, regia di Mike White (2007)
- Sette anime (Seven Pounds), regia di Gabriele Muccino (2008)
- K-11, regia di Jules Stewart (2012)
- L'incredibile Burt Wonderstone (The Incredible Burt Wonderstone), regia di Don Scardino (2013)
- Pee-wee's Big Holiday, regia di John Lee (2016)
- Sembrava perfetto... e invece (Good on Paper), regia di Kimmy Gatewood (2021)
- V/H/S/99, registi vari (2022)

### Televisione
- Sposati... con figli (Married... with Children) - 2 episodi (1995, 1997)
- Seinfeld - 2 episodi (1997-1998)
- Uno scimpanzé di... famiglia (The Jennie Project) - film TV (2001)
- Joan of Arcadia - 4 episodi (2004-2005)
- E.R. - Medici in prima linea (ER) - 3 episodi (2001-2006)
- CSI - Scena del crimine (CSI: Crime Scene Investigation) - serie TV, episodio 7x23 (2006)
- General Hospital: Night Shift - 25 episodi (2007-2008)
- Burning Hollywood - 6 episodi (2009)
- Legit - 12 episodi (2013-2014)
- Fresh Off the Boat - 5 episodi (2015-2017)
- Castle - serie TV, episodio 8x09 (2016)
- Those Who Can't - 31 episodi (2016-2019)
- Black Jesus - 4 episodi (2019)
- General Hospital - 543 episodi (2006-2022)

### Videoclip musicali
- Hey Baby - No Doubt feat. Bounty Killer (2001)

## Doppiatrici italiane
Nelle versioni in italiano delle opere in cui ha recitato, Sonya Eddy è stata doppiata da:
- Emanuela Baroni in CSI - Scena del crimine
- Alessandra Chiari in Castle